# Irma Testa
Irma Testa (Torre Annunziata, 28 de dezembro de 1997) é uma boxeadora italiana.
Em 2015, ela ganhou o campeonato juvenil em Taipei. Em abril de 2016, se qualificou para competir nos Jogos Olímpicos de Verão de 2016, no Rio de Janeiro.